# Nanomitus sellatus
Nanomitus sellatus is een insect uit de familie van de vlinderhaften (Ascalaphidae), die tot de orde netvleugeligen (Neuroptera) behoort. 
Nanomitus sellatus is voor het eerst wetenschappelijk beschreven door Navás in 1912.